# Хунэус, Андреас Херман
Андреас Херман Хунэус (дат. Andreas Herman Hunæus; 8 декабря 1814, Коллинг — 15 мая 1866, Копенгаген) — датский художник эпохи Золотого века.

## Биография
Андреас Хунэус родился 8 декабря 1814 года в Коллинге, в семье лейтенанта, а позже капитана городской милиции (дат.  Borgervæbningen) Андреаса Хермана Хунэуса (дат.  Andreas Herman H.) и его жены Яны Петрины Войдеман (дат.  Jana Petrina Woydemann). Хунэус был глухим, вероятно с рождения, по крайней мере со второго года отроду и, как следствие, у него не развивалась речь. В 1823 году он был определён в Королевский институт для глухонемых (дат.  Døvstummeinstituttet), где он обучался ремеслу портного до своего подтверждения в 1830 году. Юный Андреас рано проявил свой талант к рисованию и отец отправил его обучаться живописи. В 1831 году Хунэус становится студентом Датской Королевской Академии изящных искусств в Копенгагене, где он обучается в классе И. Л. Лунда, известного художника исторической живописи. В 1833 году он дебютирует на весенней выставке в Шарлоттенборге. В 1841 году становится обладателем малой серебряной медали. В мае 1847 года Хунэус женился на Торе Йоханне Катрине Гарбрехт (дат.  Thora Johanne Cathrine Garbrecht) (24.01.1824-(?)01.1866), дочери торговца, позже оптовика, обер-лейтенанта Йохана Герхарда Фредерика Гарбрехта и его жены Катрины Крестины Ларсины Мюллерц. Сосредоточившись на портретной живописи, Хунэус приобрел известность и стал популярным портретистом. В 1857 году его кандидатура была предварительно согласована в члены Академии, но из-за того, что статут Академии в тот момент претерпевал изменения, он так и не был избран членом Академии
.
В начале 1866 года скончалась его жена Тора. Её смерть сильно потрясла Хунэуса и он скончался вслед за ней спустя три с лишним месяца — 15 мая 1866 года.

## Творчество
В начале своего творчества Андреас Хунэус писал пейзажи. Это были мотивы окрестностей Копенгагена и Коллинга. Однако главным направлением его творчества стала жанровая и особенно портретная живопись. Именно как портретист он стал известен в своем зрелом творчестве. Потомки отвели Хунэусу место среди малоизвестных художников Золотого века, но он был одним из самых востребованных и популярных портретистов своего времени с довольно широкой клиентурой. Среди его клиентов были обычные горожане, ремесленники, предприниматели и даже члены королевской семьи. Его популярность в основном объяснялась ярко выраженной способностью художника доставлять желаемый портрет, в котором наилучшим образом сочетались приятное восприятие и индивидуальность портретируемого. Удачно ухваченные характеры персонажей также явились основным элементом в его известной картине «На копенгагенском валу накануне Великого дня молитвы» (дат. «På Københavns Vold aftenen før Store Bededag»). И хотя жанровая живопись Хунэуса не является большой оригинальностью, эта картина вызвала наибольший интерес среди его работ. На картине изображены известные и неизвестные копенгагенцы в анекдотической и весьма вольной инсценировке. Картина напоминает жанровые сценки весёлой крестьянской жизни из полотен Кристиана Шлейснера и Юлиуса Экснера, но в ней не достает композиции и связности между фигурами и пространством. Хунэус также выполнил серию картин с религиозными мотивами, в том числе несколько алтарей, свидетельствующих о влиянии на его творчество религиозной живописи академического профессора Й. Л. Лунда, в то время как его портреты выполнены в реалистичной манере, в которой прослеживается школа К. В. Эккерсберга.

### «На копенгагенском валу накануне Великого дня молитвы»
Впервые эта картина выставлялась на весенней выставке в Шарлоттенборге в 1862 году. На этой картине изображена сцена променада по копенгагенскому валу накануне Великого дня молитвы. Ещё в 1686 году король Дании Кристиан V издал декрет, согласно которому все местные разрозненные римско-католические праздники объединялись в один единый большой праздник, который получил название «Великий день молитвы» (дат. Store Bededag). Этот День выпадал на четвертую пятницу после Пасхи. По сложившейся традиции, которая берет свое начало примерно с середины XVIII века, накануне Праздника, вечером, горожане выходили из своих домов нарядные, чтобы себя показать и на других посмотреть. Они совершали шествие по городским валам. В один и тот же час в церквях начинали звонить колокола, возвещая о приближении Великого дня молитвы. После начала колокольного звона были запрещены любые мирские удовольствия и все спиртные напитки, чтобы люди могли духовно подготовиться к молитве в церкви. На этой картине среди прочих персонажей изображены известные личности Копенгагена. Хунэус отвел им самые разные роли в своей картине, а некоторые из них оказались даже скандальными.

#### Известные личности
На переднем плане справа мы видим двух джентльменов в шляпах. В чёрной шляпе — оптовик, коммерческий агент В. О. Фундер, а рядом с ним в светлой шляпе — писатель Меир Арон Гольдшмидт, бывший редактор журнала «Корсар». Им навстречу идет госпожа Рихтер, хозяйка дома, в котором жил Хунэус, она в компании с коммерческим агентом М. Й. Филлипсоном. Примечательны детали, касающиеся последней пары. На картине видно, как фру Рихтер и г-н Филлипсон ведут задушевную беседу. Правой рукой фру Рихтер приподнимает юбку так, что из-под неё виден кринолин. Примечательна также сцена с собакой. Собака традиционно считается символом верности. Но здесь мы видим сорвавшуюся вместе с поводком беглянку, пробегающую перед этой парой. Это наводит на определённые мысли, касательно Рихтер и Филлипсона. Именно эта сцена после смерти художника вызвала скандал.
На заднем плане человек в кепке опирается на дерево. Это председатель гильдии пекарей, и он накануне Праздника отдыхает вместе с другими. Сатира с пекарем заключается в следующем. С середины XIX века, но, возможно и раньше, был обычай есть пшеничную выпечку в Великий день молитвы. Но поскольку пекари, как и все остальные горожане, должны были быть в этот День с утра в церкви и молиться, они не должны были выходить на работу. Приготовлять выпечку было заведено накануне Праздника, а люди должны были запастись ею заранее, чтобы на следующий день разогреть её и употребить. Но смысл обычая состоял в том, чтобы употребить выпечку свежеиспеченной, ещё хрустящей. Здесь художник изобличает пекаря, намекая на то, что он предпочтет молитве работу и с утра будет занят своим обычным делом.
Но не всех известных персонажей коснулась сатира Хунэуса. На дальнем плане возле правого дерева мы видим человека в высокой чёрной шляпе и с тростью, поднесенной к подбородку. Это поэт Кристиан Винтер. Художник изобразил его в романтическом образе. Винтер был лирическим поэтом и галантным в обращении с дамами. У него было чуткое сердце и мягкий язык поэзии. На этой картине Хунэус изобразил Винтера в компании со своей женой Юлией.
В левой части картины на заднем плане между фигур проглядывается пожилая пара. Это Принц Фердинанд с принцессой Каролиной. Принц Фердинанд был преемником на трон с 1848 года после своего племянника — короля Фредерика VII, и он мог бы стать королем, если бы прожил на пять месяцев дольше и пережил Фредерика. Его кузина и супруга принцесса Каролина была дочерью Фредерика VI, она относилась с большой толерантностью к пристрастию своего мужа к женщинам и карточным играм (Фердинанд проиграл 400 000 ригсдалеров). Принц и принцесса были уважаемы в народе. Благородная чета оказывала помощь в госпитализации больных во время эпидемии холеры в 1853 году, оставаясь в Копенгагене, а не бежала из города, как это сделала остальная честная компания. Хунэус изобразил их респектабельно — принц Фердинанд в мундире и отдает честь, приложив правую руку к головному убору.
Художник также изобразил здесь себя и членов своей семьи. Мальчик в центре — сын Хунэуса. В правой части картины на заднем плане сам Хунэус — он в чёрной высокой шляпе, а на переднем плане — его дочь и её няня, они одеты в региональные костюмы Хедебоайн (дат. Hedeboegnen).

#### Скандал
На выставке в Шарлоттенборге в 1862 году картина не вызвала никакого особого переполоха в связи с её сюжетом. Возможно это из-за того, что там присутствовал узкий круг людей, приближенных к искусству или связанных с ним, и никто из них не обратил внимание на некоторые детали, вызвавшие позже скандал. После смерти Хунэуса в 1866 году эту картину приобрел арт-дилер Юлиус Коэн. Он выставил её на витрине на Amagertorv, 21, в центре Копенгагена. Там картина была увидена многими горожанами. Особую страсть в сюжете картины у зрителей вызвала узнанная фру Рихтер, идущая в компании с агентом Филлипсоном. Дело в том, что Филлипсон был известен в городе не только своим талантом в коммерческих делах, но и слыл талантливым обольстителем прекрасного пола. По городу быстро поползли соответствующие слухи, дошедшие и до госпожи Рихтер. Позже она вспомнила, как однажды встретившись на лестнице с художником, тот попросил у неё разрешение изобразить её в своей картине. Рихтер охотно согласилась, но при этом, по её словам, не было никакой договоренности, что она будет изображена в компании с Филлипсоном или с кем-либо ещё. Учитывая, что Хунэус был глухонемым, ему, вероятно, было физически нелегко спрашивать разрешение у фру Рихтер, и уж тем более трудно представить себе возможность обсуждения с ним подробных деталей. Следует заметить и то, что глухонемой Хунэус мог ничего не слышать и не знать о пикантных подробностях жизни Филлипсона. Госпожа Рихтер выкупила эту картину у Коэна за цену, в четыре раза превышающую закупочную, чтобы только скрыть её от новых любопытных глаз. В течение нескольких лет картина была сокрыта, но с 1874 года её разрешили повесить в семейном доме. По желанию госпожи Рихтер, семья передала картину в Национальный художественный музей. Сегодня её можно увидеть в Копенгагенском музее.

### Портрет принцессы Дагмар
Эта картина была последней крупной работой Хунэуса. Она была закончена в 1866 году незадолго до того, как принцесса Дагмар переехала в Россию, чтобы стать императрицей России под именем Марии Федоровны, и незадолго до смерти Хунэуса, умершего после потери любимой жены в начале того же года. За время позирования художнику Дагмар узнала язык жестов и сурдо-алфавит Хунэуса. Она проявила интерес к проблеме глухонемых. Позже, в России, она покровительствовала искусству, в частности, живописи и возглавляла Ведомства учреждений императрицы Марии, в которое, в частности, входило подведомственное учреждение Санкт-Петербургское училище глухонемых. Сегодня этот портрет хранится в музее Амалиенборг в Копенгагене.
Вероятно, Хунэус не стал знаменитым художником по причине того, что среди его работ почти не было портретов знатных особ, кроме этой. После выполнения портрета принцессы Дагмар ему поступили и другие заказы из королевского двора, но их исполнению помешала безвременная смерть художника.